# Seznam mest na Češkem
To je seznam mest (statutární město) na Češkem. 
| Ime              | Prebivalstvo | Površina(km²) | Okraj              |
| ---------------- | ------------ | ------------- | ------------------ |
| Praga (Praha)    | 1,181,610    | 496           | Praga              |
| Brno             | 366,757      | 230           | Južnomoravski      |
| Ostrava          | 310,078      | 214           | Moravsko-šlezijski |
| Plzeň            | 162,759      | 138           | Plzenski           |
| Olomouc          | 100,381      | 103           | Olomuški           |
| Liberec          | 97,950       | 106           | Libereški          |
| Češke Budejovice | 94,653       | 56            | Južnočeški         |
| Hradec Králové   | 94,431       | 106           | Kralovehraški      |
| Ústí nad Labem   | 94,298       | 94            | Usteški            |
| Pardubice        | 88,260       | 78            | Pardubiški         |
| Havířov          | 84,427       | 32            | Moravsko-šlezijski |
| Zlín             | 78,285       | 119           | Zlinski            |
| Kladno           | 69,329       | 37            | Osrednječeški      |
| Most             | 67,805       | 87            | Usteški            |
| Karviná          | 63,385       | 57            | Moravsko-šlezijski |
| Frýdek-Místek    | 59,682       | 52            | Moravsko-šlezijski |
| Opava            | 59,426       | 91            | Moravsko-šlezijski |
| Děčín            | 51,875       | 118           | Usteški            |
| Teplice          | 51,010       | 24            | Usteški            |
| Karlovy Vary     | 50,893       | 59            | Karlovarski        |
| Jihlava          | 50,859       | 79            | Visočinski         |
| Chomutov         | 50,027       | 29            | Usteški            |
| Přerov           | 46,858       | 59            | Olomuški           |
| Mladá Boleslav   | 43,162       | 29            | Osrednječeški      |

## A
| - Adamov | - Aš |

## B
| - Bakov nad Jizerou - Bavorov - Bečov nad Teplou - Bechyně - Bělá nad Radbuzou - Bělá pod Bezdězem - Benátky nad Jizerou - Benešov - Benešov nad Ploučnicí - Beroun - Bezdružice - Bílina - Bílovec - Blansko - Blatná - Blovice - Blšany - Bohumín - Bohušovice nad Ohří - Bochov - Bojkovice - Bor - Borohrádek - Borovany | - Boskovice - Boží Dar - Brandýs nad Labem-Stará Boleslav - Brandýs nad Orlicí - Brno - Broumov - Brtnice - Brumov-Bylnice - Bruntál - Brušperk - Břeclav - Březnice - Březová - Březová nad Svitavou - Břidličná - Bučovice - Budišov nad Budišovkou - Budyně nad Ohří - Buštěhrad - Bystré - Bystřice - Bystřice nad Pernštejnem - Bystřice pod Hostýnem - Bzenec |

## C
- Cvikov

## Č
| - Čáslav - Čelákovice - Černošice - Černošín - Černovice - Červený Kostelec - Česká Kamenice - Česká Lípa | - Česká Skalice - Česká Třebová - Češke Budejovice - České Velenice - Český Brod - Český Dub - Český Krumlov - Český Těšín |

## D
| - Dačice - Dašice - Děčín - Desná - Deštná - Dobrovice - Dobruška - Dobřany - Dobřichovice - Dobříš - Doksy | - Dolní Benešov - Dolní Bousov - Dolní Kounice - Dolní Poustevna - Domažlice - Dubá - Dubí - Dubňany - Duchcov - Dvůr Králové nad Labem |

## F
| - Františkovy Lázně - Frenštát pod Radhoštěm - Frýdek-Místek - Frýdlant nad Ostravicí | - Frýdlant - Fryšták - Fulnek |

## G
- Golčův Jeníkov

## H
| - Habartov - Habry - Hanušovice - Harrachov - Hartmanice - Havířov - Havlíčkův Brod - Hejnice - Heřmanův Městec - Hlinsko - Hluboká nad Vltavou - Hlučín - Hluk - Hodkovice nad Mohelkou - Hodonín - Holešov - Holice - Holýšov - Horažďovice - Horní Benešov - Horní Blatná - Horní Bříza - Horní Cerekev - Horní Jelení - Horní Jiřetín | - Horní Planá - Horní Slavkov - Horšovský Týn - Hořice - Hořovice - Hostinné - Hostivice - Hostomice - Hostouň - Hoštka - Hradec Králové - Hradec nad Moravicí - Hrádek - Hrádek nad Nisou - Hranice - Hranice (okres Přerov) - Hrob - Hronov - Hrotovice - Hroznětín - Hrušovany nad Jevišovkou - Hulín - Humpolec - Hustopeče |

## Ch
| - Chabařovice - Cheb - Chlumec nad Cidlinou - Choceň - Chodov - Chomutov - Chotěboř | - Chrast - Chrastava - Chropyně - Chrudim - Chřibská - Chvaletice - Chýnov |

## I
| - Ivančice | - Ivanovice na Hané |

## J
| - Jablonec nad Jizerou - Jablonec nad Nisou - Jablonné nad Orlicí - Jablonné v Podještědí - Jablunkov - Jáchymov - Janov - Janovice nad Úhlavou - Janské Lázně - Jaroměř - Jaroměřice nad Rokytnou - Javorník | - Jemnice - Jeseník - Jevíčko - Jevišovice - Jičín - Jihlava - Jilemnice - Jílové - Jílové u Prahy - Jindřichův Hradec - Jirkov - Jiříkov |

## K
| - Kadaň - Kamenice nad Lipou - Kamenický Šenov - Kaplice - Kardašova Řečice - Karlovy Vary - Karolinka - Karviná - Kasejovice - Kašperské Hory - Kaznějov - Kdyně - Kelč - Kladno - Klášterec nad Ohří - Klatovy - Klecany - Klimkovice - Klobouky u Brna - Kojetín - Kolín - Konice - Kopidlno - Kopřivnice - Koryčany | - Kosmonosy - Kostelec na Hané - Kostelec nad Černými lesy - Kostelec nad Labem - Kostelec nad Orlicí - Košťany - Kouřim - Kožlany - Králíky - Kralovice - Kralupy nad Vltavou - Králův Dvůr - Kraslice - Krásná Lípa - Kravaře - Krnov - Kroměříž - Krupka - Kryry - Kunovice - Kunštát - Kuřim - Kutná Hora - Kyjov - Kynšperk nad Ohří |

## L
| - Lanškroun - Lanžhot - Lázně Bělohrad - Lázně Bohdaneč - Lázně Kynžvart - Lázně Toušeň - Ledeč nad Sázavou - Ledvice - Letohrad - Letovice - Libáň - Libčice nad Vltavou - Liběchov - Liberec - Libochovice - Libušín - Lipník nad Bečvou - Lišov | - Litoměřice - Litomyšl - Litovel - Litvínov - Loket - Lom - Lomnice nad Lužnicí - Lomnice nad Popelkou - Loštice - Loučná pod Klínovcem - Louny - Lovosice - Luby - Lučany nad Nisou - Luhačovice - Luže - Lysá nad Labem |

## M
| - Manětín - Mariánské Lázně - Měčín - Mělník - Městec Králové - Město Albrechtice - Město Touškov - Meziboří - Meziměstí - Mikulášovice - Mikulov - Miletín - Milevsko - Milovice - Mimoň - Miroslav - Mirošov | - Mirotice - Mirovice - Mladá Boleslav - Mladá Vožice - Mnichovice - Mnichovo Hradiště - Mníšek pod Brdy - Modřice - Mohelnice - Moravská Třebová - Moravske Budejovice - Moravský Beroun - Moravský Krumlov - Morkovice-Slížany - Most - Mšeno - Mýto |

## N
| - Náchod - Náměšť nad Oslavou - Napajedla - Nechanice - Nejdek - Němčice nad Hanou - Nepomuk - Neratovice - Netolice - Neveklov - Nová Bystřice - Nová Paka - Nová Role - Nová Včelnice | - Nové Hrady - Nové Město na Moravě - Nové Město nad Metují - Nové Město pod Smrkem - Nové Sedlo - Nové Strašecí - Nový Bor - Nový Bydžov - Nový Jičín - Nový Knín - Nymburk - Nýrsko - Nýřany |

## O
| - Odolena Voda - Odry - Olešnice - Olomouc - Oloví - Opava - Opočno | - Orlová - Osečná - Osek - Oslavany - Ostrava - Ostrov - Otrokovice |

## P
| - Pacov - Pardubice - Pec pod Sněžkou - Pečky - Pelhřimov - Petřvald - Písek - Planá - Planá nad Lužnicí - Plánice - Plasy - Plesná - Plumlov - Plzeň - Poběžovice - Počátky - Podbořany - Poděbrady - Podivín | - Pohořelice - Police nad Metují - Polička - Polná - Postoloprty - Potštát - Praga - Prachatice - Prostějov - Protivín - Přelouč - Přerov - Přeštice - Příbor - Příbram - Přibyslav - Přimda - Pyšely |

## R
| - Radnice - Rájec-Jestřebí - Rajhrad - Rakovník - Ralsko - Raspenava - Rokycany - Rokytnice nad Jizerou - Rokytnice v Orlických horách - Ronov nad Doubravou - Rosice - Rotava - Roudnice nad Labem - Rousínov | - Rovensko pod Troskami - Roztoky - Rožmberk nad Vltavou - Rožmitál pod Třemšínem - Rožnov pod Radhoštěm - Rtyně v Podkrkonoší - Rudná - Rudolfov - Rumburk - Rychnov nad Kněžnou - Rychnov u Jablonce nad Nisou - Rychvald - Rýmařov |

## Ř
| - Řevnice | - Říčany |

## S
| - Sadská - Sázava - Sedlčany - Sedlec-Prčice - Sedlice - Semily - Sezemice - Sezimovo Ústí - Skalná - Skuteč - Slaný - Slatiňany - Slavičín - Slavkov u Brna - Slavonice - Slušovice - Smečno - Smiřice - Smržovka - Soběslav - Sobotka - Sokolov - Solnice | - Spálené Poříčí - Staňkov - Staré Město (okres Šumperk) - Staré Město (okres Uherské Hradiště) - Stárkov - Starý Plzenec - Stod - Stochov - Strakonice - Stráž nad Nežárkou - Stráž pod Ralskem - Strážnice - Strážov - Strmilov - Stříbro - Studénka - Suchdol nad Lužnicí - Sušice - Světlá nad Sázavou - Svitavy - Svoboda nad Úpou - Svratka |

## Š
| - Šenov - Šlapanice - Šluknov - Špindlerův Mlýn - Šternberk | - Štětí - Štíty - Štramberk - Šumperk - Švihov |

## T
| - Tábor - Tachov - Tanvald - Telč - Teplá - Teplice nad Metují - Teplice - Terezín - Tišnov - Toužim - Tovačov - Trhové Sviny - Trmice - Trutnov | - Třebechovice pod Orebem - Třebenice - Třebíč - Třeboň - Třemošná - Třemošnice - Třešť - Třinec - Turnov - Týn nad Vltavou - Týnec nad Labem - Týnec nad Sázavou - Týniště nad Orlicí |

## U
| - Uherské Hradiště - Uherský Brod - Uherský Ostroh | - Uhlířské Janovice - Unhošť - Uničov |

## Ú
| - Újezd u Brna - Úpice - Úsov - Ústí nad Labem | - Ústí nad Orlicí - Úštěk - Úterý - Úvaly |

## V
| - Valašské Klobouky - Valašské Meziříčí - Valtice - Vamberk - Varnsdorf - Vejprty - Velešín - Velká Bíteš - Velká Bystřice - Velké Bílovice - Velké Hamry - Velké Meziříčí - Velké Opatovice - Velké Pavlovice - Velký Šenov - Veltrusy - Velvary - Verneřice - Veselí nad Lužnicí - Veselí nad Moravou - Vidnava | - Vimperk - Vítkov - Vizovice - Vlachovo Březí - Vlašim - Vodňany - Volary - Volyně - Votice - Vracov - Vratimov - Vrbno pod Pradědem - Vrchlabí - Vroutek - Vsetín - Výsluní - Vysoké Mýto - Vysoké nad Jizerou - Vyškov - Vyšší Brod |

## Z
| - Zábřeh - Zákupy - Zásmuky - Zbiroh - Zbýšov - Zdice | - Zlaté Hory - Zlín - Zliv - Znojmo - Zruč nad Sázavou - Zubří |

## Ž
| - Žacléř - Žamberk - Žandov - Žatec - Ždánice - Žďár nad Sázavou - Ždírec nad Doubravou - Žebrák | - Železná Ruda - Železnice - Železný Brod - Židlochovice - Žirovnice - Žlutice - Žulová |